# 青杨站
青杨站是一个京沪线上的铁路车站，位于山东省济南市长清区张夏街道。车站由济南局集团济南车务段管辖，目前为四等站，不办理客货运业务。
车站建于1940年，1958年扩建为四等站，1972年车站及上下行区间实现复线化。本站至界首区间为三线铁路。第三线建于1992年，1994年竣工，为下行货物列车运行线。